# Edições Globo Condé Nast
A Edições Globo Condé Nast é uma editora brasileira responsável pela publicação das revistas da Condé Nast Publications no Brasil. A empresa é sediada na cidade de São Paulo e foi criada no dia 26 de julho de 2010 a partir de uma joint-venture entre a brasileira Editora Globo e a norte-americana Condé Nast Publications. Ambas formaram uma parceria para publicação de títulos da Condé Nast no Brasil. A empresa brasileira deteve 70% dos direitos e a norte-americana os 30% restantes.

## História
A partir da criação em 2010, a empresa se tornou responsável por gerir os títulos Vogue no país – que incluem, além da Vogue, a Casa Vogue e os suplementos especiais Vogue Noivas e Vogue Passarelas. A nova editora realizou diversas mudanças nos títulos Vogue. Com a parceira, outros diversos títulos do portfólio da editora ganharam versões nacionais com a revista GQ, voltada para o público masculino, lançada em abril de 2011.
Em abril de 2012, foi lançada a revista Glamour, que substituiu a revista Criativa. A editora planeja desenvolver um negócio digital e lançar outros títulos no Brasil. Em 2020, após denúncias de assédio moral aos funcionários, a então presidente da empresa, Daniela Falcão, foi substituída por Paula Mageste.

## Portfólio
- Vogue
- Casa Vogue
- Glamour
- GQ